# Карабачин
Караба́чин (в давнину — Пуково, Пухів) — село в Україні, у Брусилівській селищній територіальній громаді Житомирського району Житомирської області. Чисельність населення становить 309 осіб (2001).

## Географія
Розташоване на лівому березі річки Здвиж, за 3 км на захід від центру громади, за 30 км від залізничної станції Скочище і за 17 км від автотраси Київ — Чоп.

## Назва
Початковою назвою було Пуково або Пухів.

## Історія
Поблизу с. Карабачин знайдено поклади мідної доби та кам'яна зброя часів бронзи.
Село належало до маєтків родини Лозки. Письмова згадка про населений пункт датується 1510 роком, коли як посаг дружини Євдокії Лозки потрапляє до Тимофія Семеновича Проскури.
28 липня 2016 року включене до складу новоутвореної Брусилівської селищної територіальної громади Брусилівського району Житомирської області. Від 19 липня 2020 року, разом з громадою, в складі новоствореного Житомирського району Житомирської області.

## Відомі люди
- Нятко Поліна Мусіївна (1900—1994) — народна артистка УРСР, двічі лауреат Державної премії СРСР